# 4.2 cm 41호 경대전차포

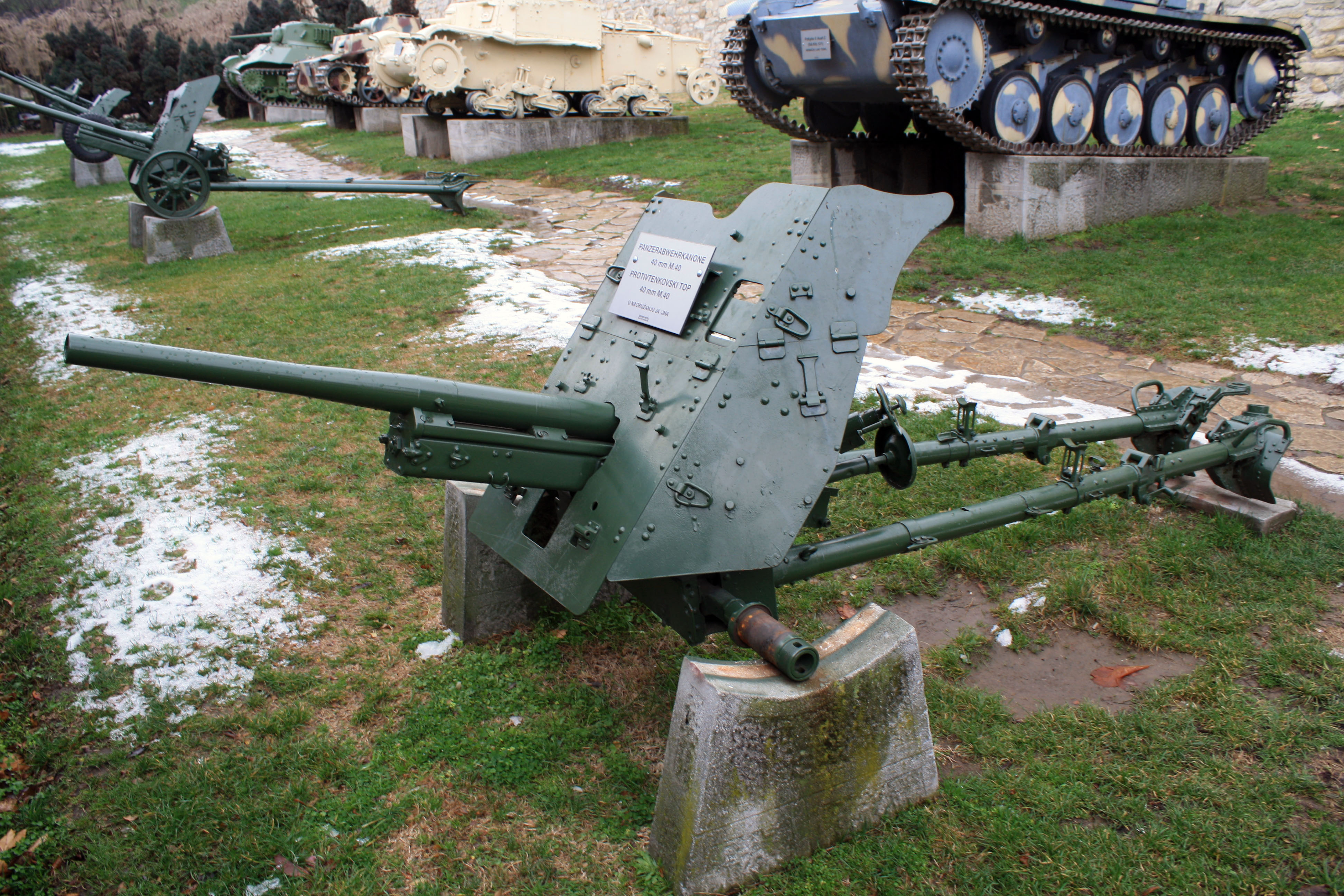

4.2 cm 41호 경대전차포(독일어: 4,2-cm-leichte Panzerabwehrkanone 41)는 제2차 세계대전 때 독일군 공수부대가 운용한 대전차포다. 3.7 cm 36호 대전차포와 거의 같지만 포구속도를 높이기 위해 squeeze bore를 채택하는 등의 개조가 행해졌다. 그래서 포신 뿌리에서는 구경이 4.2 cm지만 포구 구경은 2.8 cm다. 136문을 생산한 뒤 1942년 5월 생산이 중단되었다. 1944년 11월까지 41문이 남아서 계속 운용되었다.

## 같이 보기
- 2.8 cm 41호 중대전차소총